# آندریاس وگلسامر
آندریاس وگلسامر (انگلیسی: Andreas Voglsammer؛ زادهٔ ۹ ژانویهٔ ۱۹۹۲) بازیکن فوتبال اهل آلمان است.
از باشگاه‌هایی که در آن بازی کرده‌است می‌توان به باشگاه فوتبال کارلسروهه، باشگاه فوتبال آرمینیا بیله‌فلد، و باشگاه فوتبال هایدنهایم اشاره کرد.
وی همچنین در تیم‌های ملی فوتبال Germany national under-16 football team و جوانان آلمان بازی کرده‌است.